# Lago di Greifen
Il lago di Greifen (tedesco:Greifensee, sign. "Lago del Grifone"; in svizzero tedesco: Griifesee)  è un lago della Svizzera che si trova a 11 km a est del Lago e della città di Zurigo, da cui lo separa il Pfannestiel. È per superficie il secondo lago del cantone di Zurigo.

## Geografia fisica
Il Greifensee ha una lunghezza di 6 km e una larghezza massima di 1,6 km. La sua forma ricorda quella di un pesce, avendo al centro una larghezza di 800 m. I principali immissari sono l'Aa di Uster e l'Aabach, mentre il solo emissario è la Glatt. Il lago e le sue sponde costituiscono una riserva naturale riconosciuta dall'UNESCO, e costituiscono al tempo stesso una zona locale di svago per la conurbazione zurighese. I principali centri sulle sue sponde sono Maur, Greifensee e Niederuster.

## Attività ricreative
Un servizio di navigazione collega le cittadine lungo il bordo del lago: Maur, Niederuster, Fällanden, Mönchaltorf e il villaggio di Greifensee con il suo nucleo storico ben preservato contenente il castello omonimo.
Intorno al Greifensee si svolge la Greifensee-Lauf, una semi-maratona che si tiene ogni anno.
Il Greifensee è una popolare zona ricreativa: è possibile andare in bicicletta e pattinare in linea sul percorso ricreativo asfaltato intorno al lago. Piste facili per escursioni a piedi seguono le sponde e passano presso il castello di Greifensee prima di entrare in una riserva naturale. Intorno l'intera circonferenza del lago e sulle rive dell'Aabach esistono sono piste ciclabili ben tenute.

## Beni culturali
Situato sulla sponda vicino al villaggio di Greifensee, l'insediamento preistorico palafitticolo di Greifensee-Storen-Wildsberg fa parte dei 56 siti preistorici palafitticoli svizzeri appartenenti al sito UNESCO Siti palafitticoli preistorici attorno alle Alpi. L'insediamento è anche elencato nell'Inventario dei beni culturali svizzeri d'importanza nazionale e regionale come un Class object. Dal momento che il lago è cresciuto in superficie nel corso del tempo, le palafitte originali sono ora da quattro a sette metri sotto il livello dell'acqua, il quale si trova a 406 m s.l.m.

## Natura

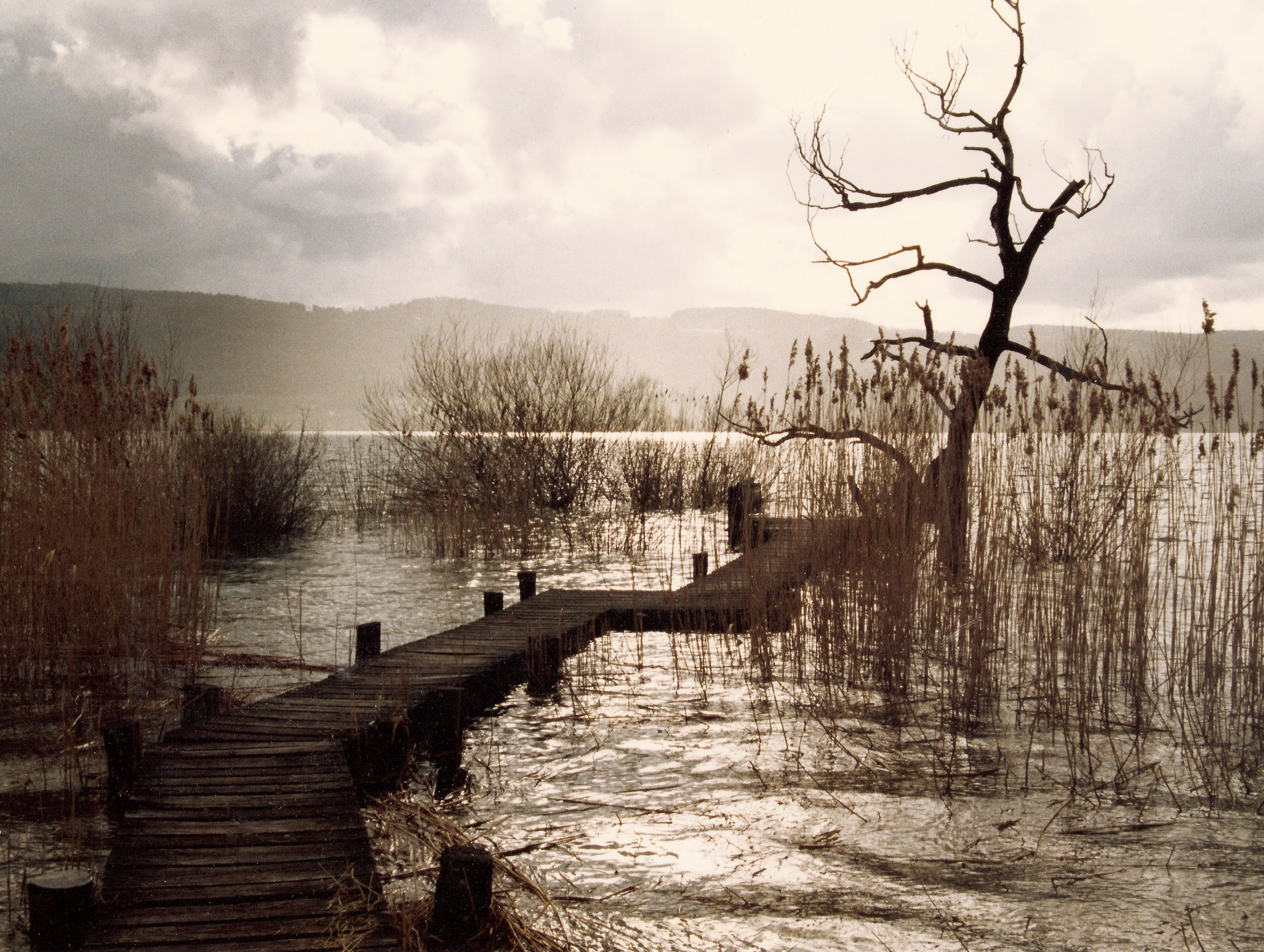
Il lago vicino Niederuster

La sponda del lago è sotto la protezione dell'UNESCO, e le costruzioni non sono ammesse, permettendo l'esistenza di canneti e di una ricca fauna e flora: circa 400 specie di piante nel lago e 19 specie nei suoi affluenti. Le riserve naturali sono importanti habitat degli uccelli, tra i quali sono presenti più di 120 specie migratorie.